# Момчило Перишић
Момчило Перишић (Коштунићи, 22. мај 1944) бивши је генерал-пуковник ВЈ, бивши начелник Генералштаба Војске Југославије. Осуђен је за шпијунажу и одавање државних тајни.

## Биографија
У Југословенску народну армију је ступио 1966. године. Завршио је Војну академију Копнене војске, Командно-штабну академију Копнене војске, и Командно-штабну школу оперативне Копнене војске.
Године 1991, када су избили ратови у бившој СФРЈ, Перишић је био на дужности команданта Артиљеријског школског центра у Задру.
За начелника Генералштаба ВЈ именован је 29. августа 1993. године. На тој дужности био је до 24. новембра 1998. године. Активна војна служба му се завршила 17. марта 1999. године.
Био је један од лидера Демократске опозиције Србије. Након промена 2000. године, и избора нове Владе Србије, јануара 2001. године, Перишић је изабран за једног од потпредседника Владе коју је предводио Зоран Ђинђић.
14. марта 2002. године, Перишић је ухапшен у једном мотелу на Ибарској магистрали под оптужбом за шпијунажу у корист САД. Убрзо је поднео оставку на дужност потпредседника Владе 19. марта.
Марта 2005. године, након што је Хашки трибунал подигао оптужницу против њега којом га терети за ратне злочине почињене у Хрватској и Босни и Херцеговини, Перишић се добровољно предао том трибуналу. Суђење је почело октобра 2008. године.
Дана 6. септембра 2011. године, Хашки трибунал осудио је Перишића на 27 година затвора због злочина који су почињени над Муслиманима у БиХ 1993—1995. и над Хрватима у Хрватској.
Дана 28. фебруара 2013. Жалбено веће Хашког трибунала је ослободило Момчила Перишића по свим тачкама оптужнице.
Српски контраобавештајци, на челу са генералом Ацом Томића су пратили Перишића, који се састајао са првим скретаром амбасаде САД у Београду, који је био челни човек ЦИА за земљу. Пред Вишим судом у Београду је у фебруару 2021. осуђен на три године затворске казне за шпијунажу односно одавање државних тајни званичнику САД током 2002. Дана 2. фебруара 2022. казна му је повећана на четири године затвора, због шпијунаже.